# Ceratina hurdi
Ceratina hurdi är en biart som beskrevs av Daly 1973. Ceratina hurdi ingår i släktet märgbin, och familjen långtungebin. Inga underarter finns listade i Catalogue of Life.